# Paracentrobia punctata
Paracentrobia punctata is een vliesvleugelig insect uit de familie Trichogrammatidae. De wetenschappelijke naam is voor het eerst geldig gepubliceerd in 1897 door Howard.